# Elecciones estatales de Turingia de 1990
La elección estatal en Turingia de 1990 fue la primera elección al Landtag de Turingia. Se realizó el 14 de octubre de 1990 junto con las elecciones parlamentarias de los otros nuevos estados de Alemania.
El candidato de la CDU fue Josef Ducháč. El SPD postuló a Friedhelm Farthmann. La CDU ganó las elecciones con claridad, pero no obtuvo la mayoría absoluta por estrecho margen. Formó una coalición con el FDP.

## Antecedentes
Las primeras elecciones parlamentarias libres de Alemania Oriental, el 18 de marzo de 1990, habían significado una victoria de la Alianza por Alemania y la derrota del SPD. El PDS (sucesor del SED) había tenido que poner fin a su gobierno de 40 años y había logrado el 16,4% de los votos. Lothar de Maizière había formado una gran coalición. Este resultado electoral marcó la variedad de opciones históricas de los siguientes meses: La unión monetaria, económica y social, la introducción de la economía de mercado y el estado de derecho, la restauración de los estados federados y la reunificación alemana.

## Candidaturas
| Partido(s) | Partido(s) | Partido(s)                             | Ideología              | Posición        | Cabeza de lista     |
| ---------- | ---------- | -------------------------------------- | ---------------------- | --------------- | ------------------- |
|            | CDU        | Unión Demócrata Cristiana de Alemania  | Democracia cristiana   | Centroderecha   | Josef Duchač        |
|            | SPD        | Partido Socialdemócrata de Alemania    | Socialdemocracia       | Centroizquierda | Friedhelm Farthmann |
|            | PDS        | Partido del Socialismo Democrático     | Socialismo democrático | Izquierda       | Klaus Höpcke        |
|            | FDP        | Partido Democrático Libre              | Liberalismo clásico    | Centroderecha   | Hartmut Sieckmann   |
|            | Grüne      | Foro Nuevo/Los Verdes/Democracia Ahora | Política verde         | Centroizquierda | Siegfried Geißler   |

## Resultados
Los resultados fueron los siguientes:
|  | 45.3 % |

|  | 45.4 % |

|  | 21.0 % |

|  | 22.8 % |

|  | 9.9 % |

|  | 9.7 % |

|  | 9.1 % |

|  | 9.3 % |

|  | 7.4 % |

|  | 6.5 % |

|  | 7.4 % |

|  | 6.4 % |

|  | 96.6 % |

|  | 97.4 % |

|  | 3.4 % |

|  | 2.6 % |

|  | 100.00 % |

|  | 100.00 % |

|  | 71.7 % |

|  | 71.7 % |

## Post-elección
El primer Parlamento de Turingia se constituyó el 25 de octubre de 1990 en la Orquesta Estatal de Weimar.
El primer presidente del parlamento fue Gottfried Müller (CDU).
El gobierno del estado fue una coalición formada por la CDU y el FDP. El parlamento eligió a Josef Ducháč como primer ministro. Formó el Gabinete Ducháč, con siete ministros de la CDU y dos del FDP.
Una coalición semejante se formó a nivel federal tras las Elecciones federales de Alemania de 1990.